# James Hervey Witherspoon junior
James Hervey Witherspoon, Jr. (* 23. März 1810 im Lancaster County, South Carolina; † 3. Oktober 1865 in Lancaster, Lancaster County,  South Carolina) war ein Politiker der   Konföderierten Staaten. In den Jahren 1864 und 1865 war er Abgeordneter in deren 2. Kongress.

## Werdegang
James Witherspoon Jr. war der Sohn des gleichnamigen James Witherspoon (1784–1842), der zwischen 1826 und 1828 Vizegouverneur des Bundesstaates South Carolina war und dessen Frau Jane Donnom Witherspoon (1786–1834). Sein Bruder Isaac (1803–1858) war zwischen 1842 und 1844 ebenfalls Vizegouverneur von South Carolina. Über seine Jugend ist nichts überliefert. Er muss aber Jura studiert haben, denn er arbeitete 16 Jahre lang als Richter und war 21 Jahre im Dienst der Justiz tätig (commissoned in the Equity for 21 years). Während des Amerikanischen Bürgerkriegs diente er im Heer der Konföderation, in dem er als Oberst das Regiment 8th South Carolina State Reserves kommandierte. In den Jahren 1864 und 1865 vertrat er zu dem seinen Staat im konföderierten Repräsentantenhaus in Richmond.
James Witherspoon war mit Mary Elizabeth Jones Witherspoon (1811–1856) verheiratet, mit der er den Sohn Bartlett Jones Witherspoon (1832–1905) und die Tochter Eliza Jones Witherspoon Wylie (1834–1909) hatte. Er starb am 3. Oktober 1865 in Lancaster in South Carolina, wo er auch beigesetzt wurde.